# Purity Cherotich Rionoripo
Purity Cherotich Rionoripo (ur. 10 czerwca 1993) – kenijska lekkoatletka specjalizująca się w biegach długich.
W 2009 roku została mistrzynią świata juniorek młodszych. Dwukrotna medalistka przełajowych mistrzostw świata z 2010 roku.

## Osiągnięcia
| Rok  | Impreza                                   | Miejsce          | Konkurencja      | Lokata     | Wynik    |
| ---- | ----------------------------------------- | ---------------- | ---------------- | ---------- | -------- |
| 2009 | Mistrzostwa Afryki juniorów               | Bambous          | bieg na 3000 m   | 4. miejsce | 10:12,35 |
| 2009 | Mistrzostwa świata juniorów młodszych     | Tyrol Południowy | bieg na 3000 m   | 1. miejsce | 9:03,79  |
| 2010 | Mistrzostwa świata w biegach przełajowych | Bydgoszcz        | bieg juniorek    | 2. miejsce | 18:54    |
| 2010 | Mistrzostwa świata w biegach przełajowych | Bydgoszcz        | drużyna juniorek | 1. miejsce |          |
| 2010 | Mistrzostwa świata juniorów               | Moncton          | bieg na 3000 m   | 4. miejsce | 8:56,91  |
| 2011 | Mistrzostwa świata w biegach przełajowych | Punta Umbría     | bieg juniorek    | 7. miejsce | 19:24    |
| 2011 | Mistrzostwa świata w biegach przełajowych | Punta Umbría     | drużyna juniorek | 2. miejsce |          |
| 2011 | Mistrzostwa Afryki juniorów               | Gaborone         | bieg na 3000     | 2. miejsce | 9:14,58  |

## Rekordy życiowe
| Konkurencja    | Rezultat | Data             | Miejsce |
| -------------- | -------- | ---------------- | ------- |
| Bieg na 3000 m | 8:44,54  | 29 sierpnia 2010 | Rieti   |